# 广西广播电视台
广西广播电视台，是广西壮族自治区一家主要从事广播电视节目制作的特大型区属事业单位。也是中国共产党广西壮族自治区委员会、广西壮族自治区人民政府的喉舌。

## 历史

### 广西电视台
1970年10月1日，广西电视台第一套节目正式开播:92，后更名为广西卫视，并于1997年1月1日接入广西以外的有线电视网，正式上星播出:234。1996年，广西二台正式开播，并于1999年4月18日改为文体频道:246-247。2001年7月，广西电视台与广西有线电视台合并，成立新的广西电视台:217。
2004年6月13日，广西电视台公共频道开播。
2006年7月1日，广西电视台文体频道、生活频道、经济频道分别更名为广西电视台综艺频道、都市频道、资讯频道。
2010年1月1日，因中国-东盟自由贸易区的成立，面向东盟华人的广西电视台国际频道正式开播，成为广西第一个电视国际频道，广西电视台由此成为中国五个自治区最先开播国际频道的一家电视台。
2010年5月9日，广西电视台与广西电影制片厂合作开播广西电视台科教频道，成为广西第一个科学教育类电视频道。
2012年7月1日，广西电视台与广西交通管理局合作开办的睛彩广西交通频道开始试播，同年7月23日正式开播。
2014年5月16日，广西电视台与广东广播电视台达成合作，共同运营广西电视台影视频道，以打造“广西第一粤语频道”。然而該電視頻道在大部份時間仍是以普通話為主要播放語言，只有少數節目是以粵語播出，而且大部份的粵語節目都是購自廣東電視台，自家製作的粵語節目少之又少。有關定位至2017年更改定位為「广西第一健康休闲频道」後，粵語節目在該電視台已經全面絕跡。
2014年7月18日，广西电视台资讯频道正式更名为新闻频道。

### 广西人民广播电台
广西人民广播电台的最早历史可追溯于民国时期1934年开播的南宁广播电台，1932年冬由国民革命军第四集团军总司令部筹建，1933年底竣工；1933年12月31日，广西省政府行文南宁广播电台正式成立，1934年1月1日下午6时30分试播，1月8日举行开播典礼，南宁广播电台正式播音，呼号XGOE。发射功率1kW，频率1300千周。当时台长为周承镐（兼广西无线电管理局长），员工仅3到5人。1935年10月20日，广西省政府命令裁撤南宁广播电台，设备列册备查，电台停止播音。1936年6月3日广西各界抗日救国联合会成立，要求宣传抗日救国，南宁广播电台于7月1日恢复播音。1936年底，因日军占领广西，南宁广播电台第二次停止播音，其电台设备随广西省政府搬迁桂林，并重建南宁广播电台，是为了宣传广西新桂系的主张，布达政令，传播新闻。
1949年12月28日，中国人民解放军南宁市军管会文教部接管国民党在南宁的2座电台设备及其人员，由新华社广西分社杨嚣基负责筹建广西人民广播电台。
1950年5月1日19时，广西人民广播电台开始播音，中波发射机功率500W，频率1010kHz。同年5月4日-11月14日曾使用“南宁人民广播电台”呼号。1950年至1955年的创建初期，发射机功率从500W增大到5kW。
广西人民广播电台开播至1995年，使用普通话，以及壮语、粤语、柳州话、桂林话等方言广播，还用俄语、英语、日语播出教学节目。其中普通话节目在开播时每天普通话播音的节目时间为195分钟，占88.6%。
1961年6月1日，广西人民广播电台第二套节目开播，壮语、粤语、柳州话节目安排在第二套节目播出，第一套节目以普通话节目为主。
因毛泽东政府发动文化大革命，广西人民广播电台在1967年9月1日-1968年5月31日期间停止自办节目，全天转播中央人民广播电台的节目，1968年6月恢复播出自办节目。
1982年，中共中央批准并投资178万元筹建广西广播电台，这是中华人民共和国第一家省级对外广播电台，也是北部湾之声的前身。
1992年10月28日，广西人民广播电台第二套节目改版为经济广播，并取消壮语节目。
2000年1月31日，广西人民广播电台教育广播开播。
2003年8月14日，广西对外广播电台并入广西人民广播电台，对外称“广西对外广播电台”，内部称“广西人民广播电台对外广播编播部”。
2004年10月10日，广西人民广播电台交通广播开播。
2009年10月23日，由中国国际广播电台、广西对外广播电台联合开办的国际广播频率“广西北部湾之声”在南宁正式开播，节目采用英语、泰语、越南语、普通话、广州话5种语言播音。这是中国首个区域性国际广播频率。
2009年12月10日，广西人民广播电台教育生活广播改版为“私家车930”。
2011年1月5日，广西人民广播电台经济广播改版为“970女主播电台”。
2014年2月14日，广西人民广播电台广西广播联盟与区内一些广播电台进行合作，开办呼号为“广西广播联盟•风尚调频”的新频率，覆盖百色、贺州、崇左、北海、贺州等城市。
2014年7月18日，广西人民广播电台增设两档壮语栏目《壮语新闻》和《壮语新闻联播》，这是自1994年以来首次恢复壮语节目，使得广西壮族群众多一个获取信息渠道。

### 广西广播电视台
2018年11月13日，按照中共中央、国务院批准的《广西壮族自治区机构改革方案》，新组建的广西广播电视台正式挂牌。广西广播电视台整合广西人民广播电台、广西电视台，作为自治区直属事业单位，机构规格为正厅级，归口自治区党委宣传部领导。
2018年11月13日，国家广播电视总局批复同意广西卫视高清频道上星传输，节目信号可落地接入全国各有线电视数字网。
2018年11月19日，广西卫视高清频道上星播出。
2019年1月1日起，根据国家广电总局《关于同意撤销广西人民广播电台、广西电视台、广西对外广播电台并设立广西广播电视台的批复》，广西广播电视台各频率、频道（北部湾之声、广西卫视、移动电视频道呼号不变）统一启用“广西广播电视台XX广播/频道”新呼号。
2019年5月19日，广西广播电视台综艺频道更名为综艺旅游频道。
2021年2月8日，广西广播电视台综艺旅游频道、都市频道、影视频道、新闻频道、公共频道实现高标清同播。
2022年1月1日起，广西广播电视台公共频道、科教频道和旅游广播停止播出。

## 服务

### 电视频道
广西广播电视台的电视服务源于1970年10月1日成立的广西电视台，现有8个电视频道。
| 頻道名稱     | 语言            | 广播格式                    | 啟播時間 | 频道前身                                                                             | 備註 | 備註 |
| 广西卫视     | 普通话 壮语:405 | SD: PAL 576i 16:9 HD: 1080i | 标清版：1970年10月1日（启播） 标清版上星：1997年1月1日 高标清16:9同播：2017年8月2日 高清版上星：2018年11月19日 | 广西电视台综合频道 广西电视台卫星频道                                                | [ 15 ] |      |
| 综艺旅游频道 | 普通話          | SD: PAL 576i 16:9 HD: 1080i | 标清版：1999年4月18日 高标清同播：2021年2月8日                                                                 | 广西电视二台 广西电视台文体频道 广西电视台综艺频道 广西广播电视台综艺频道            | 经国家广电总局批复，2019年5月19日，广西壮族自治区文化和旅游厅与广西广播电视台达成战略合作协议，广西广播电视台综艺旅游频道正式开播。 |      |
| 都市频道     | 普通話          | SD: PAL 576i 16:9 HD: 1080i | 标清版：1992年9月16日 高标清同播：2021年2月8日                                                                 | 广西有线一台 广西有线新闻频道 广西有线综合频道 广西电视台生活频道                    | [ 15 ] |      |
| 影视频道     | 普通話          | SD: PAL 576i 16:9 HD: 1080i | 标清版：2004年6月13日 高标清同播：2021年2月8日                                                                 | 广西有线三台 广西有线影视频道 广西电视台公共·影视频道                                | 2015年至2017年間曾经與廣東廣播電視台合作，並有一定時數的粵語電視節目，兩台合作中止後取消粵語時段。                                  |      |
| 新闻频道     | 普通话 壮语     | SD: PAL 576i 16:9 HD: 1080i | 标清版：2014年7月18日 标清16:9：2017年7月18日 高标清同播：2021年2月8日                                         | 广西有线四台 广西有线信息频道 广西有线经济频道 广西电视台经济频道 广西电视台资讯频道 | 为宣传在广西举行的首届学青会，2023年3月22日更名为“广西新闻·学青会频道”。                                                            |      |
| 乐思购频道   | 普通話          | SD: PAL 576i 16:9           | 标清版：2008年9月1日                                                                                           | 广西有线二台 广西有线体育频道 广西电视台体育频道                                     | |      |
| 国际频道     | 普通話          | SD: PAL 576i 16:9           | 标清版：2010年1月1日                                                                                           |                                                                                      | 仅限于境外落地 |      |
| 移动频道     | 普通话          | SD: PAL 576i 16:9           | 标清版：2012年7月1日                                                                                           | 睛彩广西交通频道 广西移动电视频道                                                    | 分为广西IPTV版本和南宁公交地铁版本                                                                                                  |      |

#### 停播频道
- 公共频道：前身为广西有线三台、广西有线影视频道、广西电视台公共·影视频道，2004年6月13日开播，2022年1月1日停播
- 科教频道：2010年5月9日开播，曾是全国电影频道联盟成员，曾经由广西广播电视台与广西电影集团合办，该频道曾于2019年1月3日暂时停播，停播期间将播控系统迁移至广西广播电视台，于2019年1月23日恢复播出，不再由广西电影集团管理，因此不再播出任何与电影有关的节目，2022年1月1日停播
- 睛彩广西交通频道[16]

### 广播频率
广西广播电视台的广播服务源于1950年5月1日成立的广西人民广播电台，现有6个广播频率。
| 頻道名稱                    | 语言   | 频道频率      | 啟播時間                                     | 频道前身                                                              | 備註 |
| 综合广播 （新闻910）        | 普通话 | FM91.0 AM792  | 1950年5月1日                                 | 广西人民广播电台第一套节目 广西卫星广播 广西新闻综合广播 广西新闻广播 | 2012年1月1日至2012年6月30日，频道前身广西新闻广播曾分频播出，FM91.0面向南宁市区播出，全天无医疗广告节目，夜间至次日清晨重播白天新闻节目及转播央视新闻频道；FM96.2/AM792及各县市差转频率面向全广西播出，夜间至次日清晨播出医疗广告节目。 |
| 经济广播 （970女主播电台）  | 普通话 | FM97.0 AM1224 | 1992年10月28日                               | 广西人民广播电台第二套节目 广西财富广播                               | 2011年1月5日改版为“970女主播电台”前，曾短暂使用过广西财富广播呼号。 |
| 教育广播 （私家车930）      | 普通话 | FM93.0        | 2000年1月31日                                | 广西教育生活广播                                                      | 2009年12月10日改版为“私家车930”前，曾使用过广西教育生活广播呼号。 |
| 文艺广播 （95.0MusicRadio） | 普通话 | FM95.0        | 1996年12月6日                                | 广西人民广播电台调频立体声文艺广播                                    | |
| 交通广播 （交通1003）       | 普通话 | FM100.3       | 2004年10月10日                               |                                                                       | 频道曾使用过“跨越城市，声视交通”宣传口号。 |
| 北部湾之声 （广西对外广播） | 多语种 | SW5050 SW9820 | 启播：1984年8月24日 改为现名：2009年10月23日 | 广西对外广播电台                                                      | 广西北部湾之声开播初期曾使用“倾听世界，了解中国”宣传口号。 短波发射时段：北京时间18:00-0:00，7:00-9:00。 汉语、粤语、英语、越南语、泰语、缅甸语节目在短波发射时段播出， 老挝语、高棉语节目不在短波发射时段播出。                        |

#### 停播频率
- 旅游广播：2016年1月17日开始广播，曾与摩登天空合作打造，2022年1月1日停止广播[18]